# Simón Bolívar (Anzoátegui)
Pour les articles homonymes, voir Simón Bolívar et Bolívar.
Simón Bolívar est l'une des vingt-et-une municipalités de l'État d'Anzoátegui au Venezuela. Son chef-lieu et capitale de l'État est Barcelona. En 2011, la population s'élève à 421 424 habitants.

## Étymologie
La municipalité est nommée en l'honneur du héros national vénézuélien, Simón Bolívar (1783-1830).

## Géographie

### Subdivisions
La municipalité est divisée en six paroisses civiles avec, chacune à sa tête, une capitale (entre parenthèses) :
- Bergantín (Bergantín) ;
- Caigua (Caigua) ;
- El Carmen (Barcelona) ;
- El Pilar (El Pilar) ;
- Naricual (Naricual) ;
- San Cristóbal (Barcelona).